# زیفان
زیغان نام روستای کوچکی از توابع بخش مرکزی شهرستان مهر در شهرستان مهر در جنوب استان فارس در جنوب ایران واقع شده‌است. کشاورزی و دامداری از جمله شغل اکثر مردم اهالی این روساست.